# 山下智彦
山下 智彦（やました ともひこ、1964年5月20日 - ）は、日本のテレビドラマの監督。京都府出身。

## 経歴
父親は東映の映画監督山下耕作。実兄は映画監督の山下耕一郎。
1987年、近畿大学法学部卒業。映像京都、京都映画で助監督を経て、2002年、「盤嶽の一生」第五話「落としもの」で監督デビュー。以降時代劇を中心に活動中。
映像京都の解散後、株式会社京都組を設立、代表取締役に就く。

## フィルモグラフィ

### テレビドラマ
- 盤嶽の一生（2002年、フジテレビ）
- 怪談百物語（2002年、フジテレビ）
- 大奥（2003年、フジテレビ）
- 天下騒乱〜徳川三代の陰謀（2005年、テレビ東京）
- 刺客請負人（2007年、テレビ東京）
  - 刺客請負人2（2008年、テレビ東京）
- 幻十郎必殺剣（2008年、テレビ東京）　チーフディレクター
  - 幻十郎必殺剣スペシャル（2009年、テレビ東京）
- 柳生一族の陰謀（2008年、テレビ朝日）
- 柳生武芸帳（2009年、テレビ東京）
- メイド刑事（2009年、テレビ朝日）
- 必殺仕事人2009（2009年、朝日放送）
- 寧々〜おんな太閤記（2009年、テレビ東京）
- おみやさんシリーズ
  - おみやさん7（2010年、テレビ朝日）
  - おみやさん8（2011年、テレビ朝日）
  - おみやさん9（2012年、テレビ朝日）
- 剣客商売シリーズ
  - 剣客商売 御老中暗殺（2012年、フジテレビ）
  - 剣客商売 剣の誓約（2013年、フジテレビ）
  - 剣客商売 鬼熊酒屋（2014年、フジテレビ）
  - 剣客商売 陽炎の男（2015年、フジテレビ）
  - 剣客商売 手裏剣お秀（2018年、フジテレビ）
- 雲霧仁左衛門（2013年、NHK）　チーフディレクター
  - 雲霧仁左衛門2（2015年）
  - 雲霧仁左衛門3（2017年）
  - 雲霧仁左衛門4（2018年）
  - 雲霧仁左衛門5（2022年）
  - 雲霧仁左衛門6（2023年）
- 妻は、くノ一（2013年、NHK）　チーフディレクター
  - 妻は、くノ一 ～最終章～（2014年、NHK）
- ホゴカン 熱血保護司・村雨晃司の事件簿（2013年、テレビ朝日）
- 大岡越前2（2014年、NHK）
  - 大岡越前3（2016年、NHK）
  - 大岡越前5（2020年、NHK）
  - 大岡越前6（2022年、NHK）
- 鼠、江戸を疾る（2014年、NHK）
- 陰陽師（2015年、テレビ朝日）
- 鬼平犯科帳 THE FINAL（2016年、フジテレビ）
- 顔（2016年、時代劇専門チャンネル）
- 伝七捕物帳（2016年、NHK）
- 三屋清左衛門残日録（藤沢周平 新ドラマシリーズ）
  - 登場篇（2016年、BSフジ）
  - 完結篇（2017年、BSフジ）
  - 三十年ぶりの再開（2018年、時代劇専門チャンネル）
  - 新たなしあわせ（2020年、時代劇専門チャンネル）
  - 陽の当たる道（2021年、時代劇専門チャンネル）
  - あの日の声（2022年、時代劇専門チャンネル）
  - ふたたび咲く花（2023年、時代劇専門チャンネル）
- 立花登青春手控え（2016年、NHK）　チーフディレクター
  - 立花登青春手控え2（2017年）
  - 立花登青春手控え3（2018年）
  - 立花登青春手控え スペシャル（2020年）
- 眠狂四郎 The Final（2018年、フジテレビ）
- 闇の歯車（2019年、時代劇専門チャンネル）
- ホリデイ〜江戸の休日〜（2023年、テレビ東京）
- 鬼平犯科帳 SEASON1（時代劇専門チャンネル）
  - 本所・桜屋敷（2024年1月8日）

### 映画
- 鬼平犯科帳 血闘（2024年5月10日、松竹）